# Radical 85
El radical 85, representado por el carácter Han 水, es uno de los 214 radicales del diccionario de Kangxi. En mandarín estándar es llamado　水部, (shuǐ　bù, «radical “agua”»); en japonés es llamado 水部, すいぶ　(suibu), y en coreano 수 (su).
El radical «agua» tiene tres formas variantes: la forma 氵, que aparece siempre en el lado izquierdo de los caracteres (por ejemplo, en 漢); la forma 氺, que aparece en la parte inferior (por ejemplo, en 泰); y la forma estándar, 水 que puede aparecer en otras posiciones (por ejemplo, en 沓).
Los caracteres clasificados bajo el radical 85 suelen tener significados relacionados con el agua o con los líquidos. Como ejemplo de esto están: 池, «estanque»; 沐 «bañar»; 油, «aceite»

## Nombres populares
- Mandarín estándar: 水, shuǐ, «agua».
- Coreano: 물수부, mul su bu «radical su-agua»; 삼수변, sam su byeon, «su-tres, a un lado» (la forma 氵).
- Japonés:　水（みず）, mizu, «agua»; 三水（さんずい）, sanzui, «tres-agua» (la forma 氵); 下水（したみず）, shita mizu, «agua debajo» (la forma 氺).
- En occidente: radical «agua».

## Galería
| Estilos antiguos                                 | Estilos antiguos                  | Estilos antiguos                        | Estilos antiguos                   | Estilos antiguos                   | Estilos empleados actualmente       | Estilos empleados actualmente  | Estilos empleados actualmente    | Estilos empleados actualmente   | Estilos empleados actualmente  |
|                                                  |                                   |                                         |                                    |                                    |                                     | 水                             | 水                               |                                 |                                |
| 甲骨文 jiǎgǔwén (escritura de huesos oraculares) | 金文 jīnwén (escritura de bronce) | 简帛 jiǎnbó (escritura de bambú y seda) | 篆文 zhuànwén (escritura de sello) | 篆文 zhuànwén (escritura de sello) | 隸書 lìshū (estilo de los escribas) | 楷書 kǎishū (estilo regular)   | 楷書 kǎishū (estilo regular)     | 行書 xǐngshū (estilo corriente) | 草書 cǎoshū (estilo de hierba) |
| 甲骨文 jiǎgǔwén (escritura de huesos oraculares) | 金文 jīnwén (escritura de bronce) | 简帛 jiǎnbó (escritura de bambú y seda) | 大篆 dàzhuàn (sello grande)        | 小篆 xiǎozhuàn (sello pequeño)     | 隸書 lìshū (estilo de los escribas) | 繁體／繁体 fántǐ (tradicional) | 简体／簡體 jiǎntǐ (simplificado) | 行書 xǐngshū (estilo corriente) | 草書 cǎoshū (estilo de hierba) |

## Caracteres con el radical 85

| trazos | carácter |
| ------ | --- |
| + 0    | 水 氵 |
| + 1    | 氶氷永氹氺 |
| + 2    | 氻氼氽氾氿汀汁求汃汄汅汆汇汈汉 |
| + 3    | 汊汋汌汍汎汏汐汑汒汓汔汕汖汗汘汙汚汛汜汝汞江池污汢汣汤 |
| + 4    | 汥汦汧汨汩汪汫汬汭汮汯汰汱汲汳汴汵汶汷汸汹決汻汼汽汾汿沀沁沂沃沄沅沆沇沈沉沊沋沌沍沎沏沐沑沒沓沔沕沖沗沘沙沚沛沜沝沞沟沠没沢沣沤沥沦沧沨沩沪                                                                                             |
| + 5    | 沫沬沭沮沯沰沱沲河沴沵沶沷沸油沺治沼沽沾沿泀況泂泃泄泅泆泇泈泉泊泋泌泍泎泏泐泑泒泓泔法泖泗泘泙泚泛泜泝泞泟泠泡波泣泤泥泦泧注泩泪泫泬泭泮泯泰泱泲泳泴泵泶泷泸泹泺泻泼泽泾                                                                 |
| + 6    | 泿洀洁洂洃洄洅洆洇洈洉洊洋洌洍洎洏洐洑洒洓洔洕洖洗洘洙洚洛洜洝洞洟洠洡洢洣洤津洦洧洨洩洪洫洬洭洮洯洰洱洲洳洴洵洶洷洸洹洺活洼洽派洿浀流浂浃浄浅浆浇浈浉浊测浌浍济浏浐浑浒浓浔浕                                                           |
| + 7    | 浖浗浘浙浚浛浜浝浞浟浠浡浢浣浤浥浦浧浨浩浪浫浬浭浮浯浰浱浲浳浴浵浶海浸浹浺浻浼浽浾浿涀涁涂涃涄涅涆涇消涉涊涋涌涍涎涏涐涑涒涓涔涕涖涗涘涙涚涛涜涝涞涟涠涡涢涣涤涥润涧涨涩渉                                                               |
| + 8    | 涪涫涬涭涮涯涰涱液涳涴涵涶涷涸涹涺涻涼涽涾涿淀淁淂淃淄淅淆淇淈淉淊淋淌淍淎淏淐淑淒淓淔淕淖淗淘淙淚淛淜淝淞淟淠淡淢淣淤淥淦淧淨淩淪淫淬淭淮淯淰深淲淳淴淶混淸淹淺添淼淽淾淿渀渁渂渃渄清渆渇済渊渋渌渍渎渏渐渑渒渓渔渕渖渗渚               |
| + 9    | 渘渙減渜渝渞渟渠渡渢渣渤渥渦渧渨温渪渫測渭渮港渰渱渲渳渴渵渶渷游渹渺渻渼渽渾渿湀湁湂湃湄湅湆湇湈湉湊湋湌湍湎湏湐湑湒湓湔湕湖湗湘湙湚湛湜湝湞湟湠湡湢湣湤湥湦湧湨湩湪湫湬湭湮湯湰湱湲湳湴湵湶湷湸湹湺湻湼湽湾湿満溁溂溃溄溅溆溇溈溉溊溋溌 |
| + 10   | 淵溍溎溏源溑溒溓溔溕準溗溘溙溚溛溜溝溞溟溠溡溢溣溤溥溦溧溨溩溪溫溬溭溮溯溰溱溲溳溴溵溶溷溸溹溺溻溼溽溾溿滀滁滂滃滄滅滆滇滈滉滊滋滍滎滏滐滑滒滓滔滕滖滗滘滙滚滛滜滝滞滟滠满滢滣滤滥滦滧滨滩滪漣                                           |
| + 11   | 滌滫滬滭滮滯滰滱滲滳滴滵滶滷滸滹滺滻滼滽滾滿漀漁漂漃漄漅漆漇漈漉漊漋漌漍漎漏漐漑漒漓演漕漖漗漘漙漚漛漜漝漞漟漠漡漢漤漥漦漧漨漩漪漫漬漭漮漯漰漱漲漳漴漵漶漷漸漹漺漻漼漽漾漿潀潁潂潃潄潅潆潇潈潉潊潋潌潍                                   |
| + 12   | 潎潏潐潑潒潓潔潕潖潗潘潙潚潛潜潝潞潟潠潡潢潣潤潥潦潧潨潩潪潫潬潭潮潯潰潱潲潳潴潵潶潷潸潹潺潻潼潽潾潿澀澁澂澃澄澅澆澇澈澉澊澋澌澍澎澏澐澑澒澓澔澕澖澗澘澚澛澜澝濐                                                                         |
| +13    | 澙澞澟澠澡澢澣澤澥澦澧澨澩澪澫澬澭澮澯澰澱澲澳澴澵澶澷澸澹澺澻澼澽澾澿激濁濂濃濄濅濆濇濈濉濊濋濌濍濎濏濑濒濓 |
| + 14   | 濔濕濖濗濘濙濚濛濜濝濞濟濠濡濢濣濤濥濦濧濨濩濪濫濬濭濮濯濰濱濲濴濵濶濷濸瀞 |
| + 15   | 濹濺濻濼濽濾濿瀀瀁瀂瀃瀄瀅瀆瀇瀈瀉瀊瀋瀌瀍瀎瀏瀐瀑瀒瀓瀔瀦 |
| + 16   | 濳瀕瀖瀗瀘瀙瀚瀛瀜瀝瀟瀠瀡瀢瀣瀤瀥瀧瀨瀩瀪瀫瀬瀭瀮 |
| + 17   | 瀯瀰瀱瀲瀳瀴瀵瀶瀷瀸瀹瀺瀻瀼瀽瀾瀿灀灁 |
| + 18   | 灂灃灄灅灆灇灈灉灊灋灌灍 |
| + 19   | 灎灏灐灑灒灓灔灕灖灗灘 |
| + 20   | 灙灚灛灜 |
| + 21   | 灝灞灟灠灡 |
| + 22   | 灢灣 |
| + 23   | 灤灥灦灩 |
| + 24   | 灧灨 |
| + 26   | 灪 |